# Крутицы (Московская область)
Крутицы — деревня в Одинцовском районе Московской области России, входит в городское поселение Кубинка. До 2006 года входила в состав Наро-Осановского сельского округа. В деревне одна улица, числятся 5 садоводческих товариществ (СНТ) и 1 садоводческий кооператив (ПСК).
Деревня расположена на западе района, в 9 км от Кубинки, на северной стороне автодороги М1 Беларусь, высота центра над уровнем моря — 174 м. Ближайшие населённые пункты — деревни Наро-Осаново в 200 м западнее и Софьино — в 1 км на юго-восток.
Впервые в исторических документах деревня встречается в писцовой книге 1558 года, как Луцыно во владении (со второй четверти XV века) Новоспасского Крутицкого монастыря, которому принадлежала до 1764 года. На 1852 год в казённой деревне Крутицы числился 21 двор, 67 душ мужского пола и 72 — женского, в 1890 году — 98 человек. По Всесоюзной переписи 17 декабря 1926 года числилось 99 хозяйств и 223 жителей, на 1989 год — 37 хозяйств и 207 жителей.

## Население
| 1852 | 1890 | 1926 | 1989 | 2002 | 2006 | 2010 |
| ---- | ---- | ---- | ---- | ---- | ---- | ---- |
| 139  | ↘98  | ↗223 | ↘207 | ↘79  | →79  | ↘73  |